# Ропотка
Ропотка (рус. Ропотка) малена је река на северозападу европског дела Руске Федерације која целом дужином свог тока протиче преко југозападних делова Лењинградске области, односно преко територије Лушког рејона.
Река Ропотка свој ток започиње као отока Черемењечког језера недалеко од села Дзјержински, и након свега 2,3 km тока улива се у малено језеро Велики Толони. Језеро Велики Толони је преко реке Вревке повезано са реком Лугом, односно са басеном Финског залива Балтичког мора.
Укупна површина сливног подручја реке Ропотке је 518 km².